# Creighton (Missouri)
Creighton és una població dels Estats Units a l'estat de Missouri. Segons el cens del 2000 tenia 322 habitants.

## Demografia
Segons el cens del 2000, Creighton tenia 322 habitants, 128 habitatges, i 83 famílies. La densitat de població era de 414,4 habitants per km².
Dels 128 habitatges en un 38,3% hi vivien nens de menys de 18 anys, en un 53,1% hi vivien parelles casades, en un 8,6% dones solteres, i en un 34,4% no eren unitats familiars. En el 31,3% dels habitatges hi vivien persones soles el 17,2% de les quals corresponia a persones de 65 anys o més que vivien soles. El nombre mitjà de persones vivint en cada habitatge era de 2,52 i el nombre mitjà de persones que vivien en cada família era de 3,17.
Per edats la població es repartia de la següent manera: un 31,1% tenia menys de 18 anys, un 5,9% entre 18 i 24, un 32,3% entre 25 i 44, un 16,8% de 45 a 60 i un 14% 65 anys o més.
L'edat mediana era de 35 anys. Per cada 100 dones de 18 o més anys hi havia 101,8 homes.
La renda mediana per habitatge era de 41.071 $ i la renda mediana per família de 48.750 $. Els homes tenien una renda mediana de 41.000 $ mentre que les dones 19.479 $. La renda per capita de la població era de 20.369 $. Entorn del 8,9% de les famílies i el 12,9% de la població estaven per davall del llindar de pobresa.

## Poblacions més properes
El següent diagrama mostra les poblacions més properes.